# لهستانی‌های دور از وطن

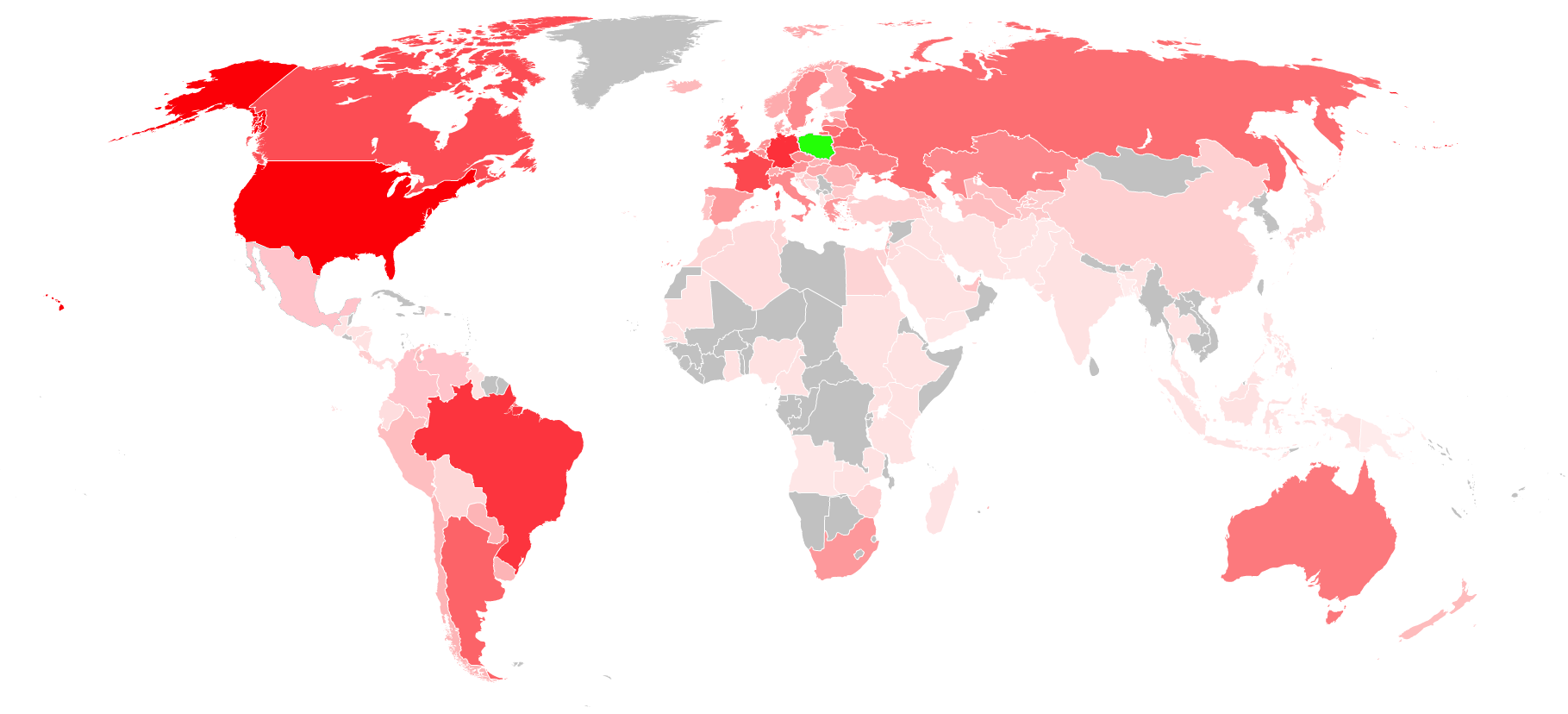
لهستانی‌های دور از وطن در نقشه جهان

لهستانی‌های دور از وطن (انگلیسی: Polish diaspora) به لهستانی‌هایی که خارج از لهستان زندگی می‌کنند، اشاره دارد که حدود ۲۰ میلیون نفر تخمین زده می‌شوند و در آمریکا، بریتانیا، آلمان، اسرائیل، برزیل، کانادا، فرانسه و بلاروس دارای جمعیت زیادی هستند.